# The Fool on the Hill
The Fool on the Hill é uma canção da banda britânica The Beatles. Ela foi escrita por Paul McCartney (creditada como Lennon/McCartney) e gravada em 1967. Ela foi incluída no álbum Magical Mystery Tour, a trilha sonora do filme homônimo.
A música, conforme diz o livro "The Lyrics: 1956 to the Present", escrito pelo próprio Paul McCartney, é inspirada no guru e "conselheiro espiritual" da banda, Maharishi Mahesh Yogi. Segundo Paul, a canção é um retrato muito elogioso e retrata a capacidade de Maharishi de se manter imóvel em meio ao tumulto, como se fosse admiravelmente autossuficiente, mesmo muitas vezes sendo exposto ao ridículo por causa de suas crenças, que podem muito bem estar certas. 

## Créditos
- Paul McCartney – vocal, piano, baixo, violão, flauta doce, tin whistle
- John Lennon – harmônica, berimbau de boca
- George Harrison – violão, harmônica
- Ringo Starr – bateria, maracas, címbalos de dedo
- Christopher Taylor – flauta transversal
- Richard Taylor – flauta transversal
- Jack Ellory – flauta transversal